# Laboratory Unit for Computer Assisted Surgery

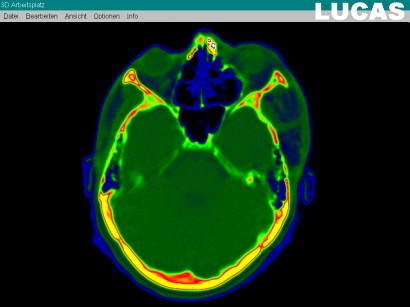
Datenaufbereitung an der einzelnen CT-Schicht

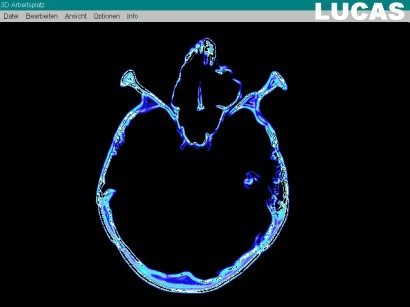
Segmentation an der einzelnen CT-Schicht

Laboratory Unit for Computer Assisted Surgery (LUCAS) ist ein System, das die Planung einer Umstellungsosteotomie am Computer erlaubt. LUCAS wurde seit 1998 an der Universität Regensburg mit Unterstützung von Carl Zeiss Oberkochen entwickelt. Der Operationsplan kann mit einem Navigationssystem am Patienten reproduziert werden. LUCAS setzt auf der gleichen Plattform auf, wie der Surgical Segment Navigator (SSN), Surgical Tool Navigator (STN), der Surgical Microscope Navigator (SMN) und  der Mehrkoordinatenmanipulator (MKM) von Carl Zeiss.

## Workflow
Ein CT- oder MRT-Bilddatensatz aus einzelnen zweidimensionalen Schichten wird auf LUCAS geladen. Die Bilddaten werden aufbereitet zur Beseitigung von Bildrauschen, zur Kantenbetonung und Kontrastverstärkung. Anschließend werden die einzelnen zweidimensionalen CT-Schichten zu einem dreidimensionalen Modell am Computer zusammengesetzt. In einem Gittermodell wird das Knochensegment, das umgestellt werden soll, markiert. Das Segment wird auf LUCAS verschoben, bis es korrekt steht; Kriterien für die richtige Stellung eines Knochensegments können ein Symmetrievergleich oder auch die Ausmessung des Orbitavolumens darstellen. Auch eine texturierte Darstellung der Segmentumstellungsosteotomie ist möglich. Die Vektoren für den räumlichen Segmentversatz werden zusammen mit dem Bilddatensatz danach auf den Surgical Segment Navigator übertragen.